# محوطه سیاه مرزان ونیدی
محوطه سیاه مرزان ونیدی مربوط به دوران‌های تاریخی پس از اسلام است و در شهرستان رودسر، بخش رحیم آباد، روستای کلایه واقع شده و این اثر در تاریخ ۲۷ بهمن ۱۳۸۲ با شمارهٔ ثبت ۱۰۹۸۸ به‌عنوان یکی از آثار ملی ایران به ثبت رسیده‌است.